# Stepan Zorian
Stepan Zorian, nome di battaglia Rostom (in armeno Ստեփան Զօրեան?; Tsghna, 18 gennaio 1867 – Tiflis, 19 gennaio 1919), è stato un rivoluzionario armeno con cittadinanza russa.
Fu uno dei tre fondatori della Federazione Rivoluzionaria Armena e tra i massimi esponenti del movimento di liberazione nazionale dell'Armenia.

## Biografia
Nato nell'odierna Repubblica Autonoma di Naxçıvan, intraprese gli studi superiori a Mosca, ma li interruppe prima di completarli e si recò a Tiflis, dove divenne un attivista politico e rivoluzionario. Qui incontrò Christapor Mikaelian e Simon Zavarian, con i quali nel 1890 fondò la Federazione Rivoluzionaria Armena (HHD); fu membro del suo Ufficio occidentale e della redazione del giornale Droshak, pubblicato dal 1892 a Ginevra.
Dal 1895 organizzò l'HHD a Erzurum. Stabilitosi in Bulgaria imbastì una cooperazione tra il Dashnak e l'Organizzazione Rivoluzionaria Interna Macedone (VMRO). Sempre in Bulgaria fondò una scuola armena con la moglie Lisa Melik Shahnazarian. Nel 1903 si trasferì nel Caucaso e supervisionò le azioni di autodifesa della FRA durante i massacri armeno-tatari del 1905-1907; partecipò anche alla rivoluzione costituzionale persiana del 1908-1909.
Dopo la rivoluzione dei Giovani Turchi del 1908, si stabilì a Erzerum. Nel 1914, allo scoppio della prima guerra mondiale, Zorian si recò a Pietrogrado. Nel novembre 1917 fu eletto all'Assemblea costituente della Transcaucasia. Nel 1918 guidò il movimento di autodifesa degli armeni di Baku prima di fuggire in Iran.
Morì di tifo il 18 gennaio 1919 a Tiflis. Fu l'unico, tra i tre fondatori dell'HHD, a vedere l'Armenia indipendente prima della propria morte.